# Gampopa

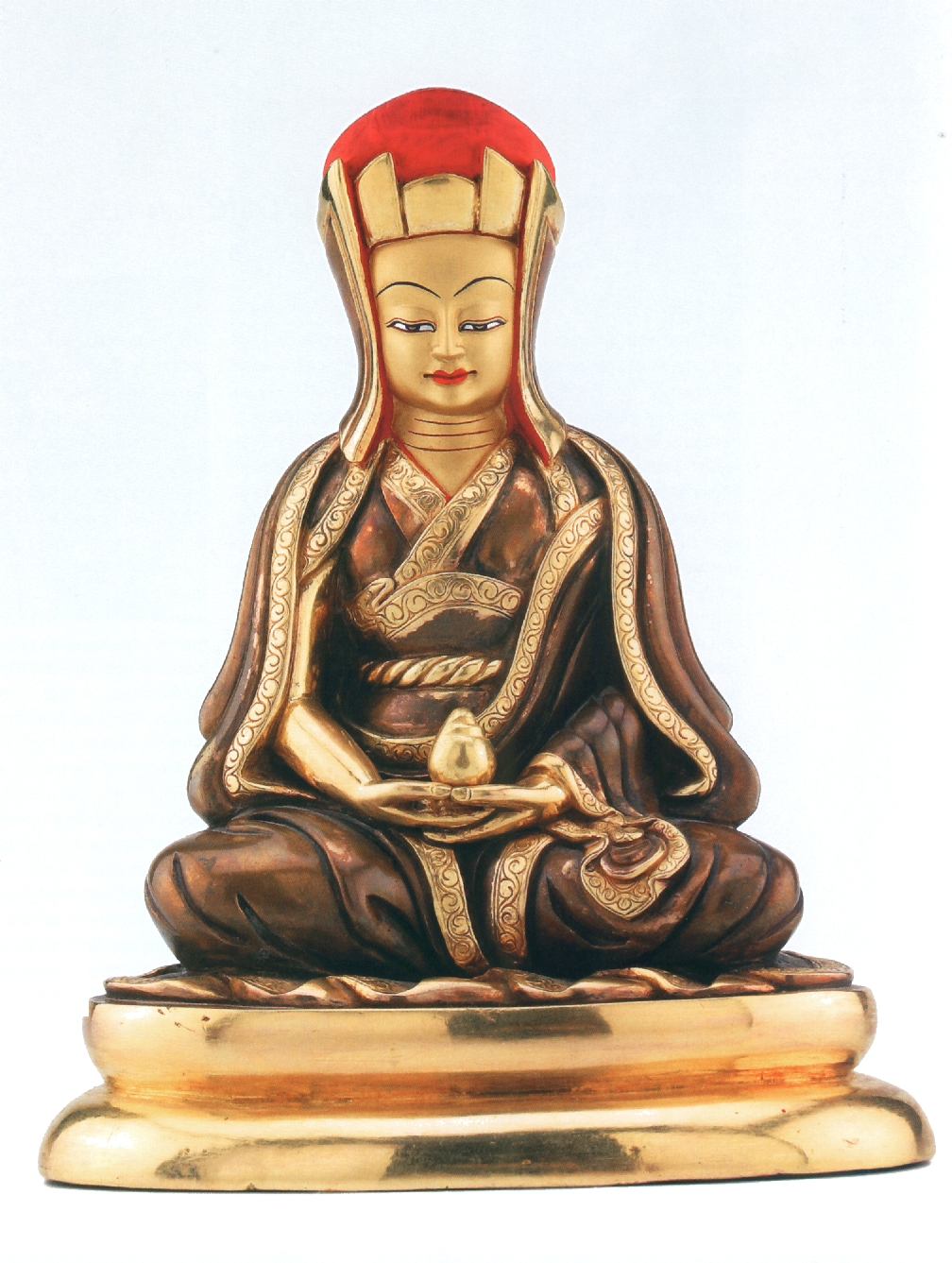
Gampopa, Gründer der Kagyü

Gampopa Sönam Rinchen (tib.: sgam po pa bsod nams rin chen; auch: Der große Arzt von Dagpo, tib.: dwags po lha rje oder Dagpo Rinpoche; geb. Dagpo 1079; gest. 1153) war neben Rechungpa und zahlreichen anderen Hauptschüler Milarepas. Er ist der eigentliche Gründer der Kagyü-Schulen des tibetischen Buddhismus im Sinne einer monastischen Tradition.

## Geschichte
Gampopa wurde in der südlichen Region von Dagpo als der ältere von zwei Söhnen des Arztes Nyiwa Sangye Gyalpo geboren. Seine Mutter hieß Shomo Zatse. Sein Geburtsname war Dharma Drak. Im Alter von sieben Jahren begann er bei dem indischen Arzt Kyeme, bei Usil, einem Arzt aus Tsang und bei Viji, einem nepalesischen Arzt zu studieren. Er soll noch bei 13 weiteren Ärzten aus China und Tibet gelernt haben (siehe auch Tibetische Medizin). Im Alter von 15 Jahren studierte er die Schriften der Nyingma und erlangte eine außerordentliche Kenntnis dieser Tradition. Mit 22 Jahren heiratete er (nach Geshe Ngawang Dhargyey) Chogme, die aus einer sehr reichen Familie aus dem Nachbardorf stammte und hatte mit ihr einen Sohn und eine Tochter. Beide Kinder starben jedoch kurz hintereinander und auch Chogme wurde schwer krank. Seine Mittel ihr zu helfen versagten und die Pujas die zu ihrer Heilung abgehalten wurden halfen auch nichts. Auf Wunsch seiner sterbenden Frau und im Beisein eines Onkels legte Gampopa das Gelübde ab, sein Leben dem Dharma zu widmen. Nach dem Tode Chogmes ließ er ihr zu Ehren einen Stupa errichten. Der Chogme-Stupa soll noch heute in Tibet stehen. Über den Tod seiner Frau war Gampopa weniger betrübt als anzunehmen gewesen wäre. Im Gegenteil, er freute sich darauf Mönch zu werden. So wurde er unter dem Namen Sönam Rinchen Mönch der Kadampa, bevor er auf seinen Hauptlehrer Milarepa traf.
Gampopa begründete die für die Kagyü-Schulen typische Art der Schultradition, indem er die klösterliche Tradition der Kadampa mit der Mahamudra-Tradition der indischen Siddhas verknüpfte. Eines seiner Hauptwerke ist der Juwelenschmuck der Befreiung.
Das von ihm gegründete Kloster heißt Dhaklha Gampo.

## Vier Dharmas von Gampopa
Gampopa hat die buddhistischen Lehren in den sogenannten Vier Dharmas von Gampopa zusammengefasst, diese sind:
- der Geist wendet sich dem Dharma zu:

Nachdem man über die Möglichkeiten des kostbaren Menschenkörpers, die vier edlen Wahrheiten und die Leiden der fühlenden Wesen in den Sechs Daseinsbereichen, über Karma und Samsara kontempliert hat, wendet sich nach Gampopa der Geist dem Dharma zu.
- der Dharma wird zum Erleuchtungspfad

Der Dharma wird anschließend genutzt um Buddhaschaft zu erlangen. Von großer Wichtigkeit ist dabei die Entwicklung von Bodhicitta.
- der Pfad beseitigt die Verwirrung

Nun geht man an die Beseitigung der drei Geistesgifte. Dadurch wird der Geist klarer, offener, ruhiger, geduldiger, aufmerksamer und verständiger. Auch sollte man über das bedingte Entstehen kontemplieren und erkennen, dass alle Phänomene so unwirklich wie Träume sind. Ohne die vorbereitenden Übungen (Ngöndro) sollen fortgeschrittene Praktiken des Vajrayana erfolglos sein.
- die Verwirrung wird in Weisheit umgewandelt.

Die Buddha-Natur durchdringt alle fühlenden Wesen vollständig. Dies zu erkennen ist der Zweck des Studiums des Dharma. Daher ist es wichtig, die störenden Gefühle zu reinigen, denn nur so ist es möglich, diese bisher nicht erkannte grundlegende Seinsweise der Wirklichkeit zu erkennen.

## Schüler
Gampopa hatte sehr viele Schüler, aus denen vier große und acht kleine Kagyü-Schulen hervorgegangen sind. Für einen Überblick siehe Schulen der Kagyü-Tradition.

## Werke
- Gampopa, Albrecht Frasch (Übers.): Juwelenschmuck der Befreiung. 2. Auflage. Tashi-Verlag, Elmshorn 2005, ISBN 3-00-004501-5.
- Djetsün Gampopa, Lama Sönam Lhundrub (Tilmann Borghardt; Übers.): Der kostbare Schmuck der Befreiung. 3. Ausgabe. Norbu Verlag, Obermoschel 2007, ISBN 978-3-940269-00-3.
- Dschetsün Gampopa, Karmapa Übersetzungskomitee (Übers.): Die kostbare Girlande für den höchsten Weg – Das Weisheitsbuch des grossen tibetischen Gelehrten Gampopa. Mit der Kalligraphie der tibetischen Schriftzeichen. Theseus-Verlag, Berlin 1999, ISBN 978-3-89620-134-8.